# Abd al-Aziz at-Tahir
Abd al-Aziz at-Tahir, Abdel Aziz Tahir (ar. عبد العزيز الطاهر; ur. 27 lipca 1961) – marokański zapaśnik walczący przeważnie w stylu klasycznym. Dwukrotny olimpijczyk. Odpadł w eliminacjach turnieju w Los Angeles 1984 i Seulu 1988. Startował w kategorii 74 kg.
Zdobył srebrny medal na igrzyskach śródziemnomorskich w 1983 i czwarte miejsce w 1988. Czterokrotny medalista mistrzostw Afryki, w tym złoty w 1982. Triumfator igrzysk panarabskich w 1985 w obu stylach zapaśniczych. Złoty medalista mistrzostw Arabskich w 1983 roku.
- Turniej w Los Angeles 1984

Przegrał wszystkie walki, kolejno z Jugosłowianinem Karlo Kasapem i zawodnikiem Egiptu Mohamedem Hamadem.
- Turniej w Seulu 1988

Przegrał wszystkie walki, kolejno ze Szwedem Rogerem Tallrothem i Węgrem Jánosem Takácsem.